# بلوا (ویرجینیای غربی)
بلوا(به انگلیسی: Belva) شهری در ایالت ویرجینیای غربی کشور ایالات متحده آمریکا است که جمعیت آن در سرشماری سال ۲۰۱۰ میلادی، ۹۵ نفر بوده‌است.